# Real (Quezon)
Pour les articles homonymes, voir Real.
Real est une municipalité de la province de Quezon, aux Philippines.